# بخش تیومکینسکی
بخش تیومکینسکی (به لاتین: Tyomkinsky District) یک منطقهٔ مسکونی در روسیه است که در استان اسمولنسک واقع شده‌است.